# Porno inspiracional
Porno inspiracional es el retrato de personas con discapacidades como inspiradoras, solo o en parte, en base a su discapacidad. El término fue acuñado en 2012 por la activista en derechos de la discapacidad Stella Young en un editorial de la revista en línea Australian Broadcasting Corporation: Rampa Arriba (ya no se publica) y explorado más en su charla TEDx.  Rechazó la idea de que las actividades ordinarias de las personas con discapacidad deberían considerarse extraordinarias únicamente por su discapacidad.
Los ejemplos de pornografía de inspiración suelen incluir una foto de un niño con una discapacidad que participa en una actividad normal, con subtítulos como "tu excusa no es válida" o "antes de abandonar, intenta".

## Crítica
Las críticas de porno inspiracional incluyen esas "otras" personas con discapacidad, que  retratan la discapacidad como una carga (en oposición a enfocarse en los obstáculos sociales que encaran las personas con discapacidad), y que reduciendo a las personas con discapacidad a inspiración, les deshumaniza, y les hace ejemplos excepcionales.

## En la cultura popular
El programa de televisión Speechless exploró este concepto en un episodio donde explica el porno inspiracional como: el "retrato de personas con discapacidades como santos unidimensionales quienes solo existen para calentar los corazones y abrir las mentes de las personas sin discapacidad."

### Académico
- Ben Whitburn (2015). «Attending to the Potholes of Disability Scholarship».  En Tim Corcoran; Julie White; Ben Whitburn, eds. Disability Studies. Sense Publishers. pp. 215-224. ISBN 9789463001991.
- Katie Ellis Gerard Goggin (1 de febrero de 2015). «Disability Media Participation: Opportunities, Obstacles and Politics». Media International Australia 154 (1): 78-88. doi:10.1177/1329878X1515400111.
- Rakowitz, Rebecca (1 de diciembre de 2016). «Inspiration porn: A look at the objectification of the disabled community». University of Alabama. Archivado desde el original el 5 de marzo de 2018. Consultado el 22 de diciembre de 2016.

### Medios de comunicación
- Perry, David M. (2 de junio de 2015). «inspiration Porn Further Disables the Disabled». America.aljazeera.com. Consultado el 18 de abril de 2017.
- «Is it OK to call disabled people 'inspirational'? - BBC News». Bbc.com. 16 de febrero de 2015. Consultado el 18 de abril de 2017.
- Jordan, Scott (13 de agosto de 2014). «Miracle memes and inspiration porn: Internet viral images demean disabled people». Slate.com. Consultado el 18 de abril de 2017.
- «BBC World Service - BBC Trending, Disability as Inspiration: Positive or Patronising?». Bbc.co.uk. 8 de febrero de 2015. Consultado el 18 de abril de 2017.
- Perry, David M. (15 de octubre de 2014). «Down syndrome isn't just cute». America.aljazeera.com. Consultado el 18 de abril de 2017.
- Elizabeth Heideman. «Gabby Giffords and the Problem with 'Inspiration Porn'». The Daily Beast. Consultado el 18 de abril de 2017.